# Daniela Merighetti
Daniela Merighetti, italijanska alpska smučarka, * 5. julij 1981, Brescia, Italija.
Nastopila je na treh olimpijskih igrah, najboljšo uvrstitev je dosegla leta 2014 s četrtim mestom v smuku, ker sedemkrat je odstopila na olimpijskih tekmah. Na svetovnih prvenstvih je nastopila petkrat, najboljšo uvrstitev je dosegla s sedmima mestoma v smuku in superveleslalom, še dvakrat se je uvrstila v deseterico. V svetovnem pokalu je tekmovala šestnajst sezon med letoma 2000 in 2016 ter dosegla eno zmago in še pet uvrstitev na stopničke. V skupnem seštevku svetovnega pokala je bila najvišje na petnajstem mestu leta 2012, dvakrat je bila sedma v smukaškem seštevku.